# اندیس بافرای
بافرای یک اندیس فلزی است که در حوالی شهر سردونیه استان کرمان قرار دارد و مادهٔ معدنی موجود در آن، مس است. سنگ میزبان این اندیس گدازه آندزیتی است و دیرینگی آن به دوران ترشیری می‌رسد. در این اندیس، پاراژنز‌های کالکوسیت، مالاکیت، کوارتز یافت می‌شوند.